# Henry W. Corbett
Henry W. Corbett (Westborough, 1827. február 18. – Portland, 1903. március 31.) az Amerikai Egyesült Államok szenátora (Oregon, 1867–1873 és 1897–1898).